# یووال اشپونگین
ایوال اشپونگین (به انگلیسی: Yuval Spungin) مدافع اهل اسرائیل است که از سال ۲۰۰۷ تا ۲۰۱۳ میلادی عضو تیم ملی فوتبال اسرائیل بوده و در ۲۲ بازی ملی حضور داشته است.